# Sikora Ferenc
Sikora Ferenc (Miskolc, 1943. november 5. – Tiszavasvári, 2022. július 2.) magyar labdarúgó, csatár.

## Pályafutása
1962 és 1973 között a Diósgyőri VTK labdarúgója volt. 1963. szeptember 1-jén mutatkozott be az élvonalban a Komlói Bányász ellen, ahol csapata 1–0-s vereséget szenvedett. Az élvonalban 194 bajnoki mérkőzésen 31 gólt szerzett. Tagja volt az 1965-ben Magyar Népköztársasági Kupa-döntős csapatnak. 1967-ben három alkalommal szerepelt a magyar B-válogatottban.

## Sikerei, díjai
- Magyar bajnokság
  - 7.: 1967
- Magyar Népköztársasági Kupa (MNK)
  - döntős: 1965